# Yahalom
La unitat Yahalom: (en hebreu: יחידה הנדסית למשימות מיוחדות) és una unitat especial d'enginyers de combat d'elit del Cos d'Enginyers de les Forces de Defensa d'Israel (FDI). La paraula Yahalom significa "diamant" en hebreu) i és una abreviació d'unitat especial d'operacions d'enginyers.
La unitat s'especialitza en missions especials d'enginyeria que són les següents: 
- Missions de comando i contraterrorisme.
- Demolicions precises i col·locació d'explosius.
- Desactivació de bombes, mines terrestres i munició sense esclatar.
- Sabotatge marítim i superació d'obstacles.
- Recerca i destrucció de túnels.
- Desenvolupament de mètodes avançats i d'eines per dur a terme demolicions i desactivació de munició sense explotar.
- Ensenyament i entrenament dels soldats del Cos d'Enginyers i d'altres unitats especials de demolicions i desactivació de munició sense esclatar.[1]